# Saverland v Newton
 (janvier 2021).
Saverland v. Newton (1837) est une affaire juridique dans laquelle le Britannique Thomas Saverland intente une poursuite contre Caroline Newton, qui a mordu la partie gauche du nez de ce dernier après qu'il a tenté d'embrasser de force cette dernière lors d'une soirée de fin décembre 1836 à Holborn,. Le juge statue en défaveur du plaignant, affirmant que « lorsqu'un homme embrasse une femme contre son gré, elle est entièrement justifiée de lui mordre le nez si cela lui chante,,. »
L'existence de cette affaire n'est pas répertoriée dans aucune archive de cour connue. On en trouve trace que dans les journaux de l'époque, dont un article publié dans le Bell's Weekly le 30 avril 1837 en pages 6 et 7.
L'affaire est considérée comme étant un précédent de traitement juridique du harcèlement sexuel, spécifiant l'importance de la notion de consentement et de la justification de l'utilisation de la force en cas de non-respect de celui-ci,.